# Контрактура
Контракту́ра (лат. contractura «стягивание, сужение») — ограничение пассивных движений в суставе, то есть такое состояние, при котором конечность не может быть полностью согнута или разогнута в одном или нескольких суставах, вызванное рубцовым стягиванием кожи, сухожилий, заболеваниями мышц, сустава, болевым рефлексом и другими причинами. Контрактуры принято делить на две основные группы:
1. пассивные (структурные)
2. активные (неврогенные).

## Возникновение контрактур
Пассивные контрактуры, которые иногда называют также местными, обусловлены механическими препятствиями, возникающими как в самом суставе, так и в тканях, окружающих его или расположенных вблизи сустава (в мышцах, сухожилиях, коже, фасциях и пр.).
У больных с неврогенными контрактурами ни в области сустава, в котором возникло ограничение движений, ни в окружающих сустав тканях нет местных механических причин, которыми можно было бы объяснить это ограничение движений. У таких больных обычно имеются явления выпадения или раздражения со стороны нервной системы, обусловливающие длительное тоническое напряжение отдельных мышечных групп. При этом наступает нарушение нормального мышечного равновесия между антагонистами, что и приводит уже вторично к сведению суставов.
Первоначально неврогенные контрактуры нестойки, поддаются коррекции, а при ликвидации неврологических нарушений и восстановлении нормальной функции нервной системы могут даже исчезнуть.
Постепенно, с течением времени, неврогенные контрактуры приобретают стойкость в связи с тем, что в них появляются компоненты пассивной контрактуры.
Иногда встречаются комбинированные формы контрактур, при которых трудно дифференцировать первоначальный механогенез развившегося стойкого ограничения движений в суставе, то есть трудно установить, что явилось первопричиной ограничения движений — местный процесс или поражение нервной системы.
Клиническое значение контрактур очень велико. Это наиболее частое осложнение внутрисуставных и околосуставных переломов, вывихов, ушибов суставов, ожог суставов, огнестрельных повреждений конечностей, воспалительных и дегенеративно-дистрофических процессов в суставах, повреждений и заболеваний нервной системы и пр. Встречаются контрактуры и врождённого происхождения.

## Классификация контрактур
Существует большое количество классификационных схем контрактур. Трудности построения таких схем обусловлены полиэтиологичностью этих патологических состояний, большим разнообразием структурных изменений в суставе и окружающих его тканях.
Кроме упомянутого выше разделения контрактур на пассивные (структурные) и активные (неврогенные), принято также выделять группу врождённых контрактур, которые во многом отличаются от приобретённых в клиническом и структурном аспекте.
Классификация пассивных контрактур обычно производится с учётом той ткани, которая играет преимущественную роль в их происхождении. По этому принципу пассивные контрактуры делят на артрогенные, миогенные, дерматогенные ( ихтиоз Арлекина ) и десмогенные. Как отдельные формы контрактур различают ишемические, иммобилизационные. Некоторые авторы справедливо считают, что контрактуры, развивающиеся после огнестрельных ранений, требуют специального рассмотрения .
Группа неврогенных контрактур включает следующие формы :
I. Психогенные контрактуры: а) истерические.
II. Центральные неврогенные контрактуры: а) церебральные ( пример — Детский церебральный паралич ) , б) спинальные.
III. Периферические неврогенные контрактуры: а) ирритационно-паретические, б) болевые, в) рефлекторные, г) контрактуры при нарушениях вегетативной иннервации .
В зависимости от ограничения того или другого рода движений в суставе можно выделить сгибательные, разгибательные, приводящие, отводящие, ротационные (супинационные, пронационные) и пр. По функции различают контрактуры в функционально выгодном и функционально невыгодном положении конечности.

## Лечение контрактур
Лечение контрактур, особенно активных, должно складываться из воздействий общего порядка на весь организм больного и местных лечебных мероприятий.
Психогенная (истерическая) контрактура.
Лечение этой формы контрактуры — психотерапевтическое.
Центральные неврогенные контрактуры.
а) Церебральные контрактуры могут возникнуть после поражения головного мозга вследствие различных причин. Лечение таких церебральных контрактур нужно проводить в тесной связи с общим планом лечения основного заболевания. Применяют массаж, пассивную гимнастику, активные движения. Полезны также сеансы ритмической гальванизации паретичных или парализованных мышц. Иногда для предупреждения сведений суставов накладывают гипсовые шины на конечности.
б) Спинальные контрактуры весьма часто сопровождают и осложняют различные заболевания и повреждения спинного мозга. При разработке лечебного плана у таких больных главным должно быть лечение основного заболевания. Для профилактики и лечения контрактур у спинальных больных должны широко применяться ортопедические меры: шины для конечностей, клеевое или, лучше, манжеточное вытяжение, различного рода приспособления с грузами, накладываемые на согнутый сустав с целью постепенного его распрямления, и т. д. Если нет противопоказаний со стороны основного процесса, назначают массаж, пассивные движения в суставах конечностей, лечебную гимнастику. Благотворно действуют на контрагированные мышцы тёплые водные ванны. В более поздние периоды, при стойких контрактурах, мешающих поднятию больного на ноги и затрудняющих стояние и ходьбу, применяют этапные гипсовые повязки, ортопедические аппараты, а иногда и оперативное лечение (удлинение сухожилий, корригирующие остеотомии, артродезы).
Периферические неврогенные контрактуры.
Периферические неврогенные контрактуры возникают обычно при повреждениях периферических нервов. Несомненно, как и при других видах активных контрактур, лечение основного заболевания или повреждения нервного ствола должно быть на первом месте (хирургическое, медикаментозное лечение, физиотерапия). С лечебной целью применяются этапные гипсовые повязки, массаж, пассивные движения. Важное значение имеют упражнения по восстановлению активных движений в суставах. Из электростимулирующих процедур можно рекомендовать ритмичную гальванизацию поражённых мышц. Показаны бальнеотерапия и грязелечение. Нередко оперативное вмешательство, проведённое в зоне травмированного нерва, улучшая функцию нервного ствола, устраняет или уменьшает контрактутру в том или другом суставе.
Болевые контрактуры.
Боль является одной из частых причин контрактуры. Основной задачей лечения при болевой контрактуре является снятие боли как основного источника, поддерживающего мышечный спазм. При лечении болевой контрактуры широко применяют различные противоболевые средства: физиотерапию, внушение, медикаментозное лечение, хирургические вмешательства.
Пассивные контрактуры.
Пассивные (структурные) контрактуры характеризуются возникновением препятствий для движений непосредственно в зоне сустава или в окружающих его тканях. При этом редко в патологический процесс вовлекается лишь одна какая-либо ткань (мышцы, кожа, суставная капсула). Поэтому при составлении плана лечения больного с пассивной формой контрактуры необходимо в каждом отдельном случае составить правильное представление о локализации и размерах повреждения, о характере изменений в тканях, их глубине и обратимости, о степени вовлечения нервной системы в патологический процесс.
Лечебные мероприятия, применяемые при пассивных контрактурах, можно разделить на две большие группы: консервативные и 
Методы консервативной терапии контрактур очень многообразны. К этой группе относятся: вытяжение, коррекция эластической тягой, закруткой, этапные гипсовые повязки, лечебная гимнастика, механотерапия, трудотерапия, физиотерапия. Сюда же принадлежат лекарственные средства, направленные на ликвидацию воспалительного процесса в повреждённом суставе и окружающих тканях, а также на уменьшение рубцевания.

## Оперативное лечение
Иссечение рубцов и кожная пластика — это наиболее эффективные вмешательства при дермато-десмогенных контрактурах.
Фасциотомия. Рассечение фасции дает иногда хорошие результаты при контрактурах, вызванных сморщиванием в основном фасциальных образований.
Тенотомия (рассечение сухожилия) и удлинение сухожилий.
Фибротомия (рассечение фиброзноизмененных участков мышц).
Капсулотомия (рассечение капсулы сустава) производится при некоторых артрогенных контрактурах.
Артролиз — рассечение спаек в суставе; показан при стойких артрогенных контрактурах, обусловленных воспалительным процессом или гемартрозом.
Артропластика.
Остеотомия — одна из наиболее распространённых операций на костях при контрактурах в суставах верхних и нижних конечностей. Как правило, остетомию производят лишь тогда, когда другие способы, в частности консервативные, не дают должного эффекта.